# Biblioteca Nacional de Bielorrusia

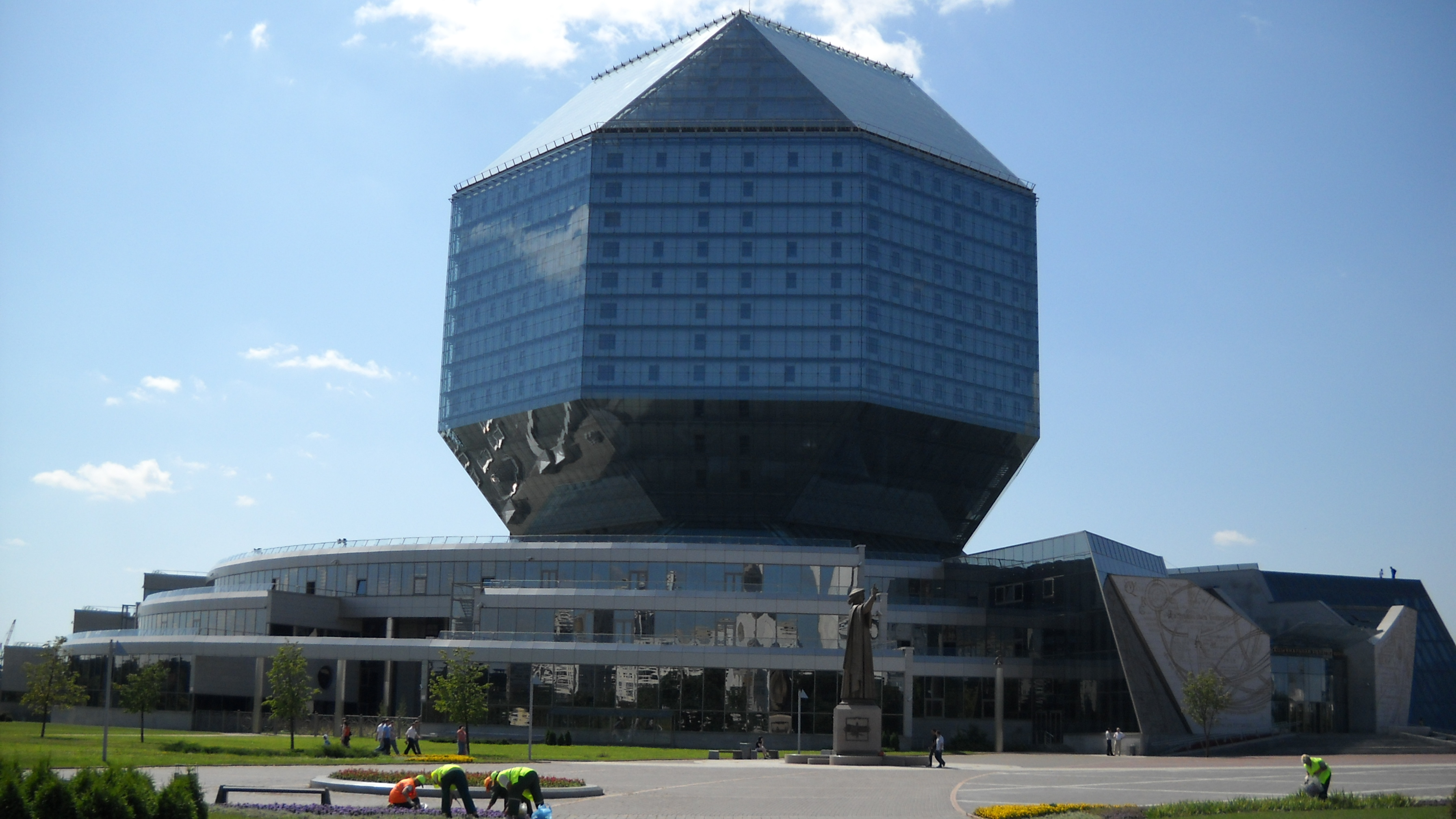
Biblioteca Nacional de Bielorrusia en 2009.

La Biblioteca Nacional de Bielorrusia (en bielorruso: Нацыянальная бібліятэка Беларусі, romanizado: Natsyyanal'naya bibliyateka Byelarusi, en ruso: Национальная библиотека Беларуси, romanizado: Natsional'naya biblioteka Belarusi) es la biblioteca más grande de la República de Bielorrusia. La biblioteca está ubicada en Minsk, la capital de Bielorrusia. Alberga la colección más grande de materiales impresos bielorrusos y la tercera colección más grande de libros en ruso detrás de la Biblioteca del Estado Ruso en (Moscú) y la Biblioteca Nacional Rusa en (San Petersburgo).

## Construcción
La construcción del nuevo edificio comenzó en noviembre de 2002 y finalizó en enero de 2006. El principal componente arquitectónico de la biblioteca tiene la forma de un rombicuboctaedro. La altura del edificio es de 73,6 metros (241,5 pies) y el peso es de 115 000 toneladas (sin incluir los libros). El edificio tiene 23 pisos. La Biblioteca Nacional tiene capacidad para unos 2.000 lectores y cuenta con una sala de conferencias con capacidad para 500 personas. El nuevo edificio de la biblioteca fue diseñado por los arquitectos Mihail Vinogradov y Viktor Kramarenko y se inauguró el 16 de junio de 2006. La Biblioteca Nacional de Bielorrusia es el principal centro cultural y de información del país. Sus colecciones de depósito incluyen alrededor de 10 millones de artículos de varios medios.

## Plataforma de observación
Un ascensor especial para turistas se encuentra en la parte trasera del edificio. El techo de la biblioteca se encuentra en el vigésimo tercer piso. El techo tiene una plataforma de observación equipada con binoculares dispuestos sobre el perímetro. Además, hay una cafetería y una galería en el vigésimo segundo piso.

## Datos interesantes
- Saddam Hussein donó medio millón de dólares (alrededor de 2-3 millones) para la construcción de la biblioteca.[6]
- El edificio también es el tema de un video artístico del artista francés Raphael Zarka, "Rhombus Sectus", que se mostró en la Bischoff/Weiss Gallery, Londres, en 2011.
- El edificio aparece en gran medida en el vídeo musical Discotheque (Дискотека) de la banda de rock bielorrusa Molchat Doma, de su álbum Monument.[7]